# Y3
Y3 var ett dieseldrivet motorvagnståg hos SJ med driv- och manöverenheter i två våningar. Det var också namnet på drivenheten i detta motorvagnståg.

## Beställning
SJ behövde ett dieseldrivet motorvagnssätt att sätta in på längre, icke elektrifierade linjer, och planeringen av ett sådant startade 1958. Initialt tänkte man lägga beställningen hos Hilding Carlssons Mekaniska Verkstad, som hade byggt ett flertal rälsbussar, men efter ägarens, Hilding Carlssons, död upphörde i stort sett samarbetet med företaget och beställningen lades i stället ut hos Linke-Hofmann-Busch AG i Salzgitter 1964. För den elektriska utrustningen och boggierna stod ASEA. Beställningen omfattade även en eldriven motorvagn, men denna ströks på ett tidigt stadium.

## Konstruktionsarbetet
Linke-Hofmann-Busch fick i hög grad fria händer och stod till stor del för även det teoretiska konstruktionsarbetet själva, dock i nära samarbete med SJ, både genom noggrann kontroll av ritningarna och via representanter på plats. Beställningen reviderades emellertid flera gånger. Den strukna motorvagnen har redan nämnts; inte heller var det planerat från början att även motorvagnarna skulle ha passagerarutrymmen precis som manövervagnarna, från början var de planerade som rena en-våningsfordon. Även motortypen ändrades: Till att börja med avsåg man en svagare motor än vad som slutligen blev fallet, och en lägre maxhastighet (120 km/h). De planerade Rolls Royce-motorerna ersattes därför med Deutz-motorer, vilka gav den önskade högre topphastigheten på 140 km/h. Någon hänsyn till att de nya motorerna utvecklade högre värme togs inte, vilket skulle visa sig ödesdigert.
Vagnarna levererades under 1966 till 1967. Den första reguljära användningen av typen var 1 februari 1967 på sträckan Stockholm-Mora, även om den hade testats i ett extrainsatt snälltåg på samma sträcka 23 december året innan.

## Problem efter leverans
Den omständigheten att motorrummet inte var dimensionerat för den starkare motortypen och den högre temperatur den genererade ledde till att man fick flera motorbränder. Problemen kvarstod tills man gjorde en omfattande ombyggnad av kylsystemet kring 1973. Bytet av motortyp ledde också till att man i början hade problem med kraftöverföringen.
Mellan vagnarna fanns två bälgar, en inre och en yttre. Den yttre bälgen vållade problem vid växling och den togs därför bort under 1974 och 1975.

## Utseende
I stället för den rödbruna färgsättning som då var vanlig hos SJ, målades tågen i rödorange med mörkgrått (ursprungligen grönt) tak, samma färgsättning som de så kallade "Paprikatågen". På grund av driv- och manöverenheternas puckelformiga övervåningar fick typen smeknamnet "Kamelen".

## Nyttjande
Initialt användes tågen på sträckorna Malmö-Karlskrona, Malmö-Ystad och Stockholm-Mora. 1972 överfördes tågen som gick på Stockholm-Mora till Malmö trafikdistrikt. Från 1982, när tågen började åldras, överföres de till lokaltrafik på sträckan Malmö-Ystad-Tomelilla. Tågtypen drogs in 1990.

## Vagnstyper
Flera olika typer av vagnar fanns:
| Beteckning | Typ                    | Längd mm | Höjd mm | Vikt | Platser       | Antal byggda | Byggnadsår |
| ---------- | ---------------------- | -------- | ------- | ---- | ------------- | ------------ | ---------- |
| Y3         | Drivenhet 2 klass      | 19620    | 4600    | 61,5 | 38 (övervån.) | 6            | 1966–1967  |
| UB3Y       | Manövervagn 2 klass    | 19620    | 4600    | 37,4 | 62            | 2            | 1966       |
| UA3        | Mellanvagn 1 klass1.   | 21000    | 3700    | 28,6 | 37            | 2            | 1966–1967  |
| UAB3       | Mellanvagn 1 + 2 klass | 21000    | 3700    | 28,6 | 18+28         | 2            | 1966–1967  |
| UB3        | Mellanvagn 2 klass     | 21000    | 3700    | 29,4 | 56            | 3            | 1966–1967  |
| UB3B       | Mellanvagn 2 klass2.   | 21000    | 3700    | 29,4 | 42            | 4            | 1966–1967  |

Anmärkningar:
1. Byggdes senare om till UA3B
2. Med pentry och lekrum

Ett tågsätt bestod av Y3 + personvagnar + UB3Y, eller Y3 +  personvagnar + Y3. I den senare konfigurationen kunde upp till 6 personvagner kopplas in.
Alla enheterna var 3 120 mm breda.

## Bränder
Detta motorvagnståg blev dessvärre ökänt hos räddningstjänsten i de kommuner där tåget passerade. Flera motorrumsbränder uppstod i tågen. Som redan nämnts utvecklade den luftkylda Deutzmotorn hög värme som heta sommardagar orsakade bränder.